# Rocky Point
Rocky Point es un lugar designado por el censo del condado de Pender en el estado estadounidense de Carolina del Norte.
Es parte de la Wilmington Área Estadística Metropolitana. Rocky Point se encuentra en Carretera de Carolina del Norte 210 y Carretera de Carolina del Norte 133 y la Ruta 117, a una altitud de 39 pies (12 m s. n. m.). Rocky Point se encuentra en la salida 408 de la Interestatal 40. La pequeña comunidad se compone de dos gasolineras y tiendas de conveniencia, una parada de camiones pequeños, una tienda de comestibles Food Lion, un hospital para animales, dos restaurantes de comida rápida, un pequeño restaurante chino, una tienda Dollar General, y algunas empresas una variedad de otros. La comunidad, aunque muy rural, está situada a sólo 15 a 20 millas del Océano Atlántico, con Wrightsville Beach es la playa pública más cercana.

## Escuelas
- Heide Trask Escuela Secundaria Superior
- Rocky Point Escuela Primaria
- Cape Fear Escuela Primaria
- Cape Fear Escuela Intermedia

## Residentes notables
- Richard Brickhouse - Un NASCAR conductor que ganó el primer Talladega 500 en 1969.